# Arthur Young
Arthur Young, född 11 september 1741 i grevskapet Suffolk, död 20 april 1820 i London, var en brittisk agronom och skriftställare.
Young ägnade sig åt lantbruk och företog färder genom hela England för att göra iakttagelser över lanthushållningen samt delgav dessa i livligt skrivna böcker, som utgavs 1768-70 och översattes till flera språk. Hans Farmer's Letters to the People of England (1768) och Farmer's Calendar (1771, många upplagor) bidrog i hög grad till spridande av insikter i ämnet. I Tour in Ireland (1780) skildrade han tillståndet på Irland från olika synpunkter, och 1787-89 färdades han genom Frankrike, mestadels på hästryggen, samt bedömde skarpsynt såväl åkerbrukets läge som de politiska och sociala tillstånden där vid tiden för franska revolutionens utbrott (Travels in France, två band, 1792). Han utgav från 1784 "Annals of Agriculture" (45 band). Han verkade särskilt för införande av odling av klövrar och rotfrukter samt för skifte av ägosamfälligheterna med sammanförande av de strödda ägolotterna. Han framhöll också med skärpa den nationalekonomiska fördelen av större jordegendomar såsom mer än de små jordbruken i stånd att vidta förbättringar.